# Blind Faith
Blind Faith var en britisk rock-gruppe dannet i 1968 af Eric Clapton, Ginger Baker, Steve Winwood og Rick Grech. Gruppen udgav et enkelt album, Blind Faith, i august 1969 og gik i opløsning inden årets udgang. Gruppen blev ved sin dannelse betegnet en "supergruppe" (engelsk: supergroup) fordi gruppens medlemmer var etablerede stjerner.
Blind Faith anses som pionerer inden for sammensmeltning af blues og rock'n'roll og som en vigtig inspiration for den tidlige udvikling af heavy metal.
Blind Faith blev dannet i slutningen af 1968 da Clapton (tidl. Cream) og Winwood (tidl. Traffic) begyndte at spille sammen efter opløsning af deres respektive grupper. De to havde spillet sammen tidligere som "Powerhouse". De to begyndte at skrive materiale sammen, og på Winwoods opfordring blev Baker, trommeslager i Cream, inviteret med, og de tre begyndte sammen at indspille i et studie i London. Grech, bassist i Family, forlod Family midt i en turne, og blev inviteret med i Blind Faith. 
Rygterne om den nye gruppe skabte store forventning i Storbritannien. 7. juni 1969 gav gruppen en gratis koncert i Hyde Park. Henved 100.000 mennesker overværede koncerten, som ifølge pressen skuffede publikum, der havde håbet at høre sange fra Creams og Traffics repertoire. Koncerten i Hyde Park er i 2006 blevet dokumenteret i form af DVD. Gruppen turnerede herefter i Skandinavien og siden i USA fra 11. juni til 24. august 1969. På turneen i USA medvirkede Free og Delaney & Bonnie som opvarmning.
Som i Storbritannien blev gruppen i USA mødt af skuffelse blandt publikum, og gruppen følte sig tvunget til at spille Cream og Traffic numre. Gruppen var samtidig under pres for at udnytte den store presse-omtale, og dette sammen med at Baker sagde at han så gruppen som en fortsættelse af Cream ødelagde stemningen i gruppen. Gruppen opløstes kort efter at have afsluttet sin turne i USA.
Efter opløsningen af Blind Faith gendannede Winwood Traffic, og Clapton spillede først med Plastic Ono Band og senere Delaney & Bonnie for siden at danne Derek and the Dominoes.
Gruppens eneste album, Blind Faith, toppede hitlisterne i både USA og Storbritannien. 
Gruppens navn stammer fra titlen på det billede fotografen Bob Seidemann skabte til coveret på gruppens eneste plade.

## Medlemmer
- Ginger Baker – percussion, trommer
- Eric Clapton – guitar, vokal
- Rick Grech – el-bas, violin, vokal
- Steve Winwood – orgel, el-bas, guitar, klaver, keyboard, vokal

## Diskografi
- Blind Faith (1969)
- Blind Faith (deluxe edition) (2001)